# Martí Jordi i Frigola
Martí Jordi i Frigola   (Palafrugell, gener 1904 - Osona, 1938) va ser un periodista, polític i promotor cultural. Va néixer el gener de 1904 a Palafrugell (Baix Empordà). Era el darrer fill del matrimoni entre Martí Jordi Noguer i Maria Frigola Bofill, que ja tenien tres fills, la Rosa (1891-1897); Maria (1891-1900) i Joan (1893-1927). Les dos germanes van morir quan eren nenes. El pare, taponer de professió, tenia una empresa surera familiar que ja havia iniciat el seu pare, Joan Jordi Miquel. El germà de Martí, en Joan, va treballar per Manufacturas de Corcho SA.

## Biografia
Martí Jordi i Frigola va estudiar amb el mestre palafrugellenc Josep Sagrera, qui li va inculcar l'amor per la cultura i la política. Més endavant, Jordi i Frigola va ser el secretari personal del seu mestre quan aquest va esdevenir alcalde del municipi. Jordi era un jove despert i curiós que va dur una vida compromesa amb el desenvolupament cultural, civil i econòmic de Palafrugell. Amb 16 anys va mostrar interès per la escriptura, i escrivia en publicacions de la zona com "Costa Brava" de l'Escala, i "Marinada" de Palamós. Més endavant es va convertir en articulista d'esport i política en el setmanari "Baix Empordà", però a finals dels anys trenta, amb la seva entrada a la política activa, va deixar aquest setmanari i en va fundar un, sota el nom d' "Ara", una publicació republicana de fort impacte a la zona.
Amb 19 anys ja havia mostrat interès per l'esport, i es va vincular amb el Palafrugell Futbol Club i amb la creació del Club d'Atletisme. També es va vincular al foment i creació d'una biblioteca pública municipal, i amb la creació d'una revista teatral anomenada "Palafrugell-Cocktail".

## Vida política
Abans de tenir càrrecs polítics, Jordi i Frigola va participar en diversos actes polítics de defensa dels treballadors de la terra i pescadors; i també era defensor de la industria surera, arribant a convertir-se en secretari del Comitè Surotaper de Catalunya.
El 1930, Jordi i Frigola va ser un dels impulsors i fundadors del Centre Catalanista Republicà de Palafrugell, que era l'agrupació local d'Acció Catalana. Mesos més tard, amb l'aparició d'Esquerra Republicana de Catalunya, i amb el nou panorama polític sorgit amb la proclamació de la República i la recuperació de la Generalitat de Catalunya, va portar a tot aquest grup a desvincular-se d'Acció Catalana i adherir-se al nou partit d'ERC. Amb la seva tasca política, Jordi i Frigola va esdevenir un destacat militant d'Esquerra Republicana i el 1933 el van elegir membre del seu Consell Executiu Nacional.
Jordi i Frigola va fer campanya en diversos municipis de la comarca, a favor de l'Estatut de Núria, l'Estatut d'Autonomia de Catalunya. A les eleccions de 1934 va ser escollit Alcalde de Palafrugell, quan ell tenia trenta anys. No obstant, no va ocupar el càrrec gaires mesos, ja que els esdeveniments polítics es van precipitar. Va imitar el gest del President Lluís Companys a Barcelona, és a dir, que ell com a Alcalde, va proclamar l'Estat Català des del balcó de l'Ajuntament. Aquests fets, coneguts com els "Fets del 6 d'octubre" el van obligar a exiliar-se durant poc més d'un any, primer a Algèria, després a la Catalunya Nord i finalment a Andorra.

## Exili
Jordi i Frigola va tornar de l'exili abans de les eleccions de 1936 i va fer campanya pel Front d'Esquerres que va obtenir una clara victòria, i que va permetre que fos restituït com a alcalde. No obstant, en aquesta ocasió tampoc va ocupar el càrrec gaires mesos, ja que el mes de setembre va ser nomenat Comissari delegat de la Generalitat a Girona, un càrrec de gran importància amb l'esclat de la Guerra Civil.

## Guerra
Jordi Frigola va presentar la seva dimissió el maig de 1938, quan van cridar a files a la seva lleva. Cinc mesos després de l'arribada al front de guerra, en algun lloc desconegut entre Calaf i Manresa, un obús li va causar la mort. Es desconeix encara el lloc on descansa el seu cos.

## Persecució judicial
Després de morir va ser perseguit judicialment. Les autoritats del nou règim franquista li van obrir tres expedients, un per la Ley de Responsabilidades Políticas, un altre per la Ley para la Represión de la Masoneria y el Comunismo, i finalment també el van incloure a la "Causa General instruïda por el Ministerio Fiscal sobre la dominación roja en España", pels fets succeïts a Palafrugell durant l'etapa republicana.